# برايان إيرفين
برايان إيرفين (بالإنجليزية: Brian Irvin)‏ هو منافس ألعاب قوى أمريكي، ولد في 30 يوليو 1970.

## وصلات خارجية
- برايان إيرفين على موقع الاتحاد الدولي لألعاب القوى (الإنجليزية)